# Гомельский, Александр Яковлевич
Алекса́ндр Я́ковлевич Го́мельский (18 января 1928, Кронштадт, Ленинградская область — 16 августа 2005, Москва) — советский баскетбольный тренер. Заслуженный тренер СССР. На протяжении восемнадцати лет возглавлял национальную сборную СССР, которая под его руководством становилась олимпийским чемпионом 1988 года, двукратным чемпионом мира (1967, 1982) и шестикратным чемпионом Европы (1963, 1965, 1967, 1969, 1979, 1981). Член Зала славы баскетбола с 1995 года и Зала славы ФИБА с 2007 года.

## Биография
В эвакуации, во время Великой Отечественной войны, работал пастухом в селе Степное Челябинской области.

### Спортивная карьера
Окончил Высшую школу тренеров при институте Лесгафта в Ленинграде, где учился с 1945 по 1948, а также Военный институт физической культуры (1949—1952), по окончании которого получил специальность «тренер-преподаватель по спортивным играм».
Выступал за ленинградские баскетбольные команды «СКИФ» (1945—1948) и СКА (1949—1953), защитник.
Тренировал команды:
- «Спартак» (Ленинград) с 1949 по 1952.
- СКА (Рига) с 1953 и по 1965 г. Команда три раза становилась чемпионом СССР, трижды — обладателем Кубка европейских чемпионов (1958, 1959, 1960 гг.).
- ЦСКА с 1970 и по 1978, с 1979 и по 1980, с 1985 и по 1986 г. 8 побед в чемпионатах СССР, обладатель Кубка европейских чемпионов 1971.
- Сборную Вооруженных сил СССР в 1958 году. Победа на Спартакиаде дружественных армий 1958
- Сборную команду СССР по баскетболу в период с 1963 по 1970, с 1977 по 1984, с 1987 по 1988. Победы на Олимпийских играх 1988, чемпионатах мира 1967 и 1982. 6 побед на чемпионатах Европы 1963, 1965, 1967, 1969, 1979 и 1981.

В 1991—1992 А. Я. Гомельский являлся председателем Российской федерации баскетбола.
В декабре 1997 года стал президентом баскетбольного клуба ЦСКА.
Полковник. Профессор, кандидат педагогических наук.
Скончался на 78-м году жизни 16 августа 2005 года от лейкемии. Похоронен на Ваганьковском кладбище.

### Достижения
- Олимпийский чемпион: 1988.
- Чемпион мира: 1967, 1982.
- Чемпион Европы: 1963, 1965, 1967, 1969, 1979, 1981.
- Серебряный призёр Олимпийских игр: 1964.
- Серебряный призёр чемпионата мира: 1978.
- Серебряный призёр чемпионата Европы: 1977, 1987.
- Бронзовый призёр Олимпийских игр: 1968, 1980.
- Бронзовый призёр чемпионата мира: 1963, 1970.
- Бронзовый призёр чемпионата Европы: 1983.
- Обладатель Межконтинентального кубка для сборных команд: 1977, 1979.
- Победитель международных соревнований «Дружба-84».
- Победитель Спартакиады дружественных армий 1958
- Обладатель Кубка европейских чемпионов ФИБА: 1957/1958, 1958/1959, 1959/1960, 1970/1971.
- Чемпион СССР: 1955, 1956, 1957, 1958, 1971, 1972, 1973, 1974, 1976, 1977, 1978, 1980.
- Серебряный призёр чемпионата СССР: 1962, 1964, 1975, 1986.
- Серебряный призёр чемпионата Франции: 1991.
- Бронзовый призёр чемпионата СССР: 1959, 1961.
- Обладатель Кубка СССР: 1972, 1973.
- Чемпион Спартакиады народов СССР: 1956, 1971, 1975.
- Бронзовый призёр Спартакиады народов СССР: 1959.

Кроме того:
- 3-кратный обладатель титула «Тренер года (Европа)»;
- Член Зала славы баскетбола (1995)[3];
- Член Зала славы ФИБА (2007).

## Награды
- Орден Трудового Красного Знамени (18 октября 1982 года) — за большой вклад в развитие баскетбола в стране и успешное выступление на чемпионате мира 1982 года[4]
- Орден Красной Звезды
- Орден Дружбы Народов
- Два «ордена Знак Почёта»:
  - (27 апреля 1957 года) — за успехи, достигнутые в деле развития массового физкультурного движения в стране, повышения мастерства советских спортсменов, и успешное выступление на международных соревнованиях
- Орден «За заслуги» III степени (15 января 2003 года, Украина) — за весомые достижения в профессиональной деятельности, многолетний добросовестный труд[5]
- Медали.
- мастер спорта международного класса (1965).
- заслуженный тренер СССР (1956).
- Заслуженный тренер Литовской ССР (1982).
- Заслуженный работник физической культуры России (28 апреля 1993 года) — за заслуги в развитии физической культуры и спорта и многолетнюю работу в Центральном спортивном клубе армии[6].
- Благодарность Президента Российской Федерации (11 июля 1996 года) — за активное участие в организации и проведении выборной кампании Президента Российской Федерации в 1996 году[7].
- Благодарность Президента Российской Федерации (6 января 1997 года) — за высокие спортивные достижения на XXVI летних Олимпийских играх 1996 года[8].
- Судья международной категории (1956).
- Судил матчи ОИ-56, четырежды (1967, 1977, 1982, 1988) был признан лучшим тренером страны.
- 16 января 1998 года за выдающиеся спортивные достижения Александр Яковлевич Гомельский был удостоен Серебряного Олимпийского ордена, который ему вручил президент Международного олимпийского комитета Хуан Антонио Самаранч.

## Семья

### Родители
- Фаина Львовна Гомельская (1898—1991).
- Яков Семёнович Гомельский (1898—1963).

### Брат и сестра
- Евгений Яковлевич Гомельский (род. 1938), заслуженный тренер СССР (1977).
- Лидия.

### Жёны
- Ольга Павловна Журавлёва (1931—1995) — первая жена, баскетболистка, заслуженный мастер спорта СССР[9].
- Лилия Петровна (ум. 1993[9]) — вторая жена. Сын Кирилл был рождён ещё до официального развода с первой женой.
- Татьяна — третья жена (ум. 2016).

### Сыновья
От первой жены:
- Владимир Гомельский (1953) — тренер, спортивный телекомментатор[9].
- Александр Гомельский — младший (1956) — спортивный функционер, занимал должность вице-президента ХК «Крылья Советов»[9].

От второй жены:
- Кирилл Гомельский (1975)[9].

От третьей жены:
- Виталий Гомельский (1997)[9].

## Память
- Имя Гомельского носит Училище олимпийского резерва № 4 в Москве.
- Именем Гомельского назван УСК ЦСКА.
- Именем Гомельского назван самый почётный европейский трофей, который выдается лучшему тренеру года Евролиги.
- Улица Александра Гомельского на севере Москвы в Хорошёвском районе (2018).

## Список произведений
- Александр Гомельский. С мячом по странам. — М., 1960.
- Александр Гомельский. Будни баскетбола. — М., 1964.
- Александр Гомельский. Тактика баскетбола. — М.: Физкультура и спорт Россия, 1966. — 175 с.
- Александр Гомельский. Вечный экзамен. — М.: Физкультура и спорт Россия, 1978. — 168 с.
- Александр Гомельский. Баскетбол завоевывает планету: Баскетбол на Олимпиадах. — М.: Советская Россия, 1980. — 144 с.
- Александр Гомельский. Управление командой в баскетболе. — М.: Советская Россия, 1985. — 160 с. — ISBN 5-1188405 (ошибоч.).
- Александр Гомельский. Докажи правоту победой: воспоминания тренера по баскетболу. — М.: Советская Россия, 1987. — 154 с. — ISBN 5-1253678 (ошибоч.).
- Александр Гомельский. Центровые. — М.: Физкультура и спорт, 1988. — 207 с. — ISBN 5-1392569 (ошибоч.).
- Александр Гомельский. Библия баскетбола. — М., 1994.
- Александр Гомельский. Баскетбол. Секреты мастерства: 1000 БАСКЕТБОЛЬНЫХ УПРАЖНЕНИЙ. — М.: ФАИР, 1997. — 224 с. — ISBN 5-88641-067-8.
- Александр Гомельский. Энциклопедия баскетбола от Гомельского. — М.: Гранд-Фаир, 2002. — 352 с. — 7000 экз. — ISBN 5-8183-0374-8. (недоступная ссылка)

## В кино
- А. Я. Гомельский был консультантом художественного фильма «Бросок, или Всё началось в субботу» (1976).
- В российском кинофильме «Хоккейные игры» (2012) роль А. Я. Гомельского исполнил Владимир Халтурин. Но в действительности другом Анатолия Тарасова был не Александр, а его брат — Евгений.
- В российском фильме «Движение вверх» (2017) эпизодическую роль А. Я. Гомельского сыграл Алексей Малашкин.